# La Femme de mon pote (J.J. Cale)
La Femme de mon pote è un album del musicista statunitense J.J. Cale pubblicato nel 1984 dalla Mercury Records, colonna sonora dell'omonimo film francese diretto da Bertrand Blier.

## Tracce
Lato A
1. Bringing It Back – 2:44 (J.J. Cale)
2. City Girls – 2:48 (J.J. Cale)
3. Mona – 3:16 (J.J. Cale)
4. Right Down Here – 3:14 (J.J. Cale)
5. The Woman That Got Away – 2:53 (J.J. Cale)

Lato B
1. Ride Me High – 3:36 (J.J. Cale)
2. Starbound – 1:57 (J.J. Cale)
3. You Keep Me Hangin' On – 3:29 (J.J. Cale)
4. Super Blue – 2:39 (J.J. Cale)
5. Magnolia – 3:22 (J.J. Cale)

## Formazione
- J.J. Cale – chitarra, voce